# Pasquale Pardi

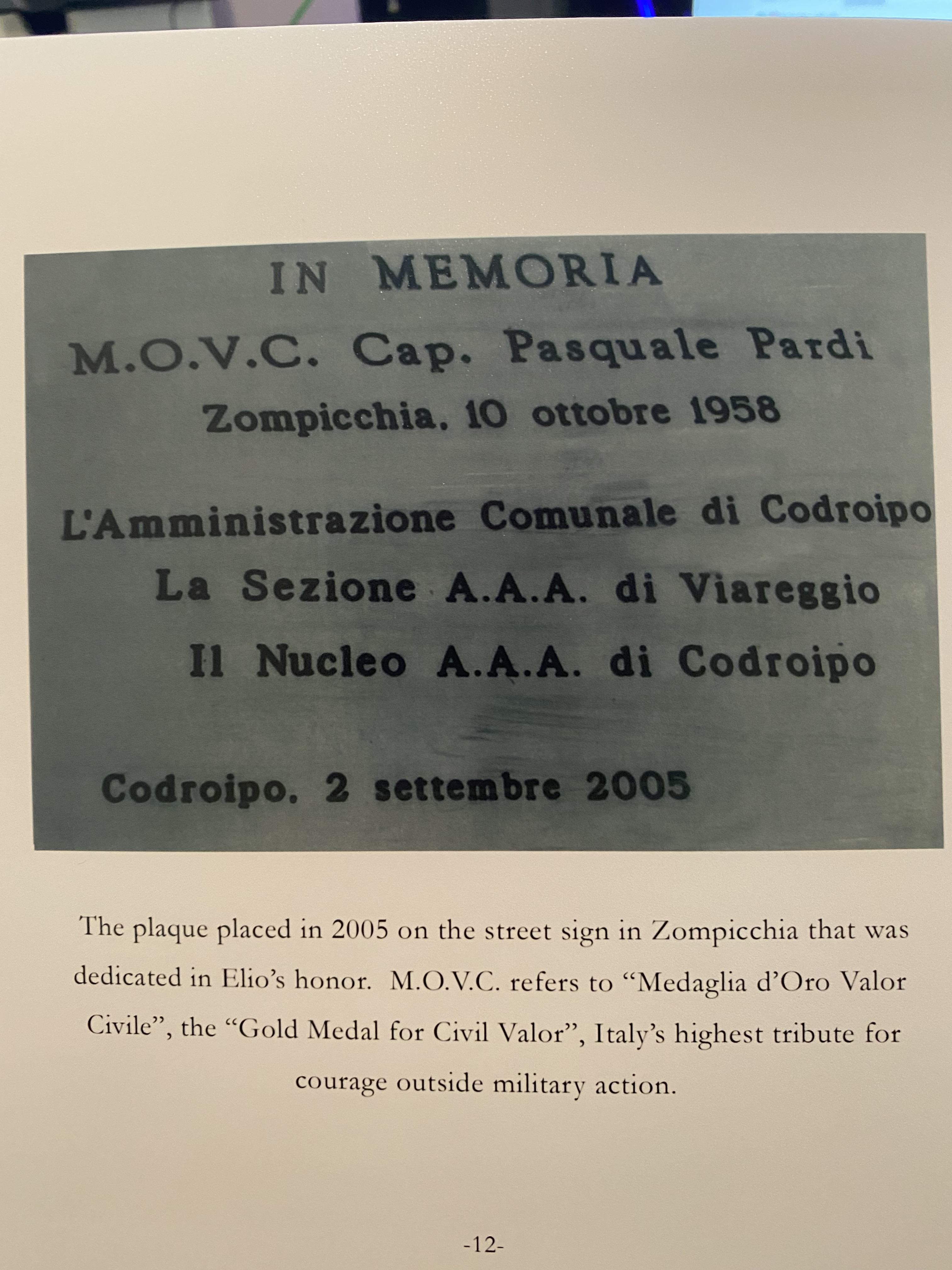
Plaque to Captain Pasquale Pardi placed in 2005 in Zompicchia.

Pasquale Elio Pardi (Migliarino Pisano, 1930 – Zompicchia, 10 ottobre 1958) è stato un militare e aviatore italiano, decorato di Medaglia d'oro al valor civile alla memoria.

## Biografia

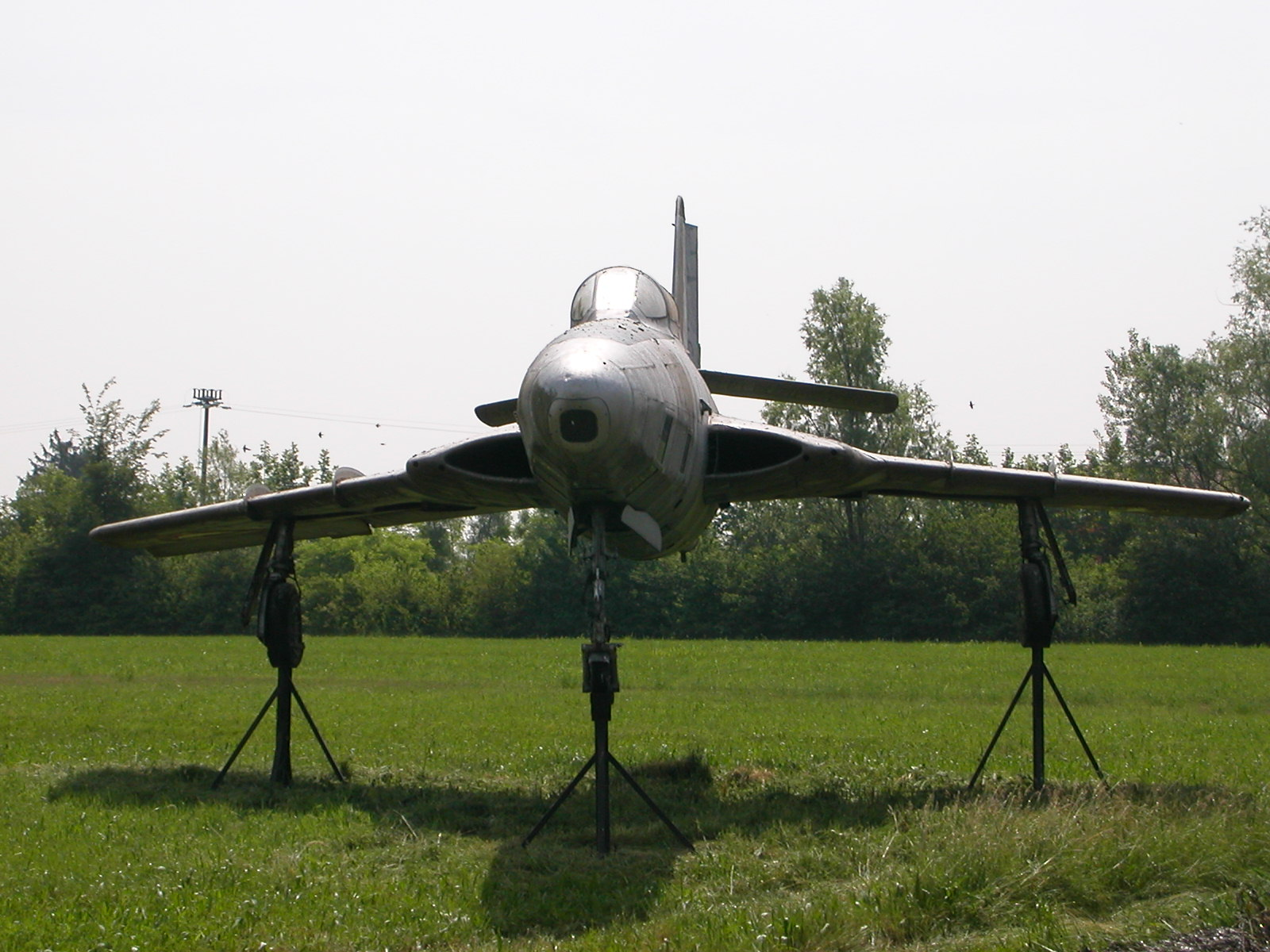
Il Republic RF-84 Thunderflash gate guardian al Museo dell'aria e dello spazio in località San Pelagio, Due Carrare (PD).

Nacque a Migliarino Pisano, provincia di Pisa, nel 1930. Fin da bambino, e durante il periodo bellico, si appassionò al mondo dell'aviazione, ed una volta terminate le scuole dell'obbligo, si iscrisse al corso di Costruttore Aeronautico presso l’Istituto Tecnico Industriale Leonardo Da Vinci di Pisa. Conseguito il diploma, nel settembre 1951 viene ammesso a frequentare l'Accademia Aeronautica di Nisida, Corso Leone 2, in qualità di Allievo Ufficiale Pilota. Al termine del triennio di studi diviene dapprima aspirante e poi sottotenente pilota, ed entra in servizio permanente effettivo nell'Aeronautica Militare Italiana.
Assegnato ad un reparto di volo equipaggiato con caccia intercettori a reazione, è promosso tenente  nel giugno 1951 e capitano nel 1955.
Prestò servizio in diverse basi aeree, e nel 1957 sposò la signorina Maria Grazia Lucioni di Viareggio. La coppia andò ad abitare a Verona, in quanto egli era stato trasferito in servizio alla 3ª Aerobrigata di stanza sull'aeroporto di Villafranca ed equipaggiata con i ricognitori Republic RF-84F Thunderflash.
Il 10 ottobre 1958 decollò dall'aeroporto di Rivolto a bordo di un RF-84F per eseguire un volo di addestramento che portò a termine brillantemente. In fase di rientro sull'aeroporto, mentre sorvolava l'abitato di Zompicchia, una frazione del comune di Codroipo in provincia di Udine, l'aereo ebbe un guasto tecnico che comportò lo svilupparsi di un principio di incendio. Calcolato che se si fosse eiettato l'aereo sarebbe precipitato sul paese,  decise di rimanere a bordo finché il velivolo non avesse modificato la propria rotta quel tanto da schiantarsi al suolo fuori dall'abitato. Il ritardo nell'abbandonare l'aereo gli fu fatale, in quanto il paracadute non riuscì ad aprirsi completamente, ed egli decedette nell'impatto al suolo. L'aereo cadde al di fuori dell'abitato.
Per onorarne la memoria fu insignito della Medaglia d'oro al valor civile, e in seguito gli furono intitolate una via a Pisa, una scuola elementare a Migliarino Pisano, e la sezione dell'Associazione Arma Aeronautica di Viareggio. Anche a Codroipo gli è stata dedicata una via.

### Annotazioni
1. ↑  Durante le comunicazioni con la torre di controllo del traffico aereo disse: non posso lanciarmi andrei contro una scuola, vedo nel cortile dei bambini.

### Fonti
1. 1 2 3 4 5  Marchetti 2028, p. 39.
2. 1 2 3 4 5  La Voce del Serchio.
3. 1 2 3  Asso Doghfit.
4. ↑  Sito web del Quirinale: dettaglio decorato.